# Arado E.381
El Arado E.381 fue un proyecto de avión de caza diminuto (en alemán: «Kleinstjäger», traducido al español: «el caza más pequeño») diseñado en diciembre de 1944 por la compañía Arado Flugzeugwerke para la Luftwaffe alemana durante la Segunda Guerra Mundial. Fue pensado para ser lanzado desde un avión portador, lo que se conoce como avión parásito. Un motor cohete Walter HWK 109-509 propulsaría el avión después de ser liberado en el aire por su avión nodriza Arado Ar 234 de reacción.
Los ingenieros de Arado lo diseñaron para interceptar los bombarderos estadounidenses y británicos después de reducir la distancia de disparo a un mínimo, aumentando así las probabilidades de dar en el blanco. Para lograr la supervivencia del interceptor en su aproximación a los objetivos, el E.381 tenía la sección transversal más reducida que era posible. Según Arado, el fuselaje del E.381 tenía una sección transversal de 0,45 m², aproximadamente una cuarta parte de la que tenía el caza Messerschmitt Bf 109. El avión sólo disponía de combustible para realizar dos pasadas por los objetivos, después el piloto tendría que descender planeando para aterrizar.
El proyecto continuó hasta las últimas etapas de la guerra, pero finalmente fue abandonado debido a las escasez de aviones Ar 234 y el poco interés mostrado por el RLM (Ministerio del Aire del Reich).

## Desarrollo
Cerca del final de la Segunda Guerra Mundial, los fabricantes de aeronaves alemanes Arado, BMW, Gotha, Heinkel, Henschel, y Zeppelin presentaron propuestas de diseño para un pequeño avión propulsado por cohete o reactor destinado a misiones de caza o ataque a tierra. Todas esas propuestas seguían el concepto nazi de «obtener una ventaja táctica por medio de someter a una presión excesiva al hombre en la cabina». El nivel de fuerzas G previsto en estas propuestas era viable para las estructuras de los aviones, pero superaba las capacidades humanas en una posición de sentado normal. Los diseñadores intentaron aliviar esta restricción colocando al piloto en decúbito prono, posición que incrementa el límite de fuerzas G soportables. Esto también permitía una reducción del tamaño, peso y arrastre del fuselaje. Una menor sección transversal también disminuía las probabilidades de ser alcanzado por artillería enemiga, y Arado aprovechó esta oportunidad al máximo. Según su «filosofía de diseño específico», el interceptor fue diseñado para volar cerca de las formaciones de bombarderos y abrir fuego con su cañón MK 108 a quemarropa.
El E.381 fue una propuesta de caza parásito para destruir bombarderos enemigos realizada por Arado Flugzeugwerke al Ministerio del Aire del Reich. Aunque los prototipos se diseñaron en 1944, la producción completa del avión se canceló antes de que pudiera ser probado en el escenario de combate.

### Producción
Fue estimado que se necesitarían 600 horas-hombre de trabajo para producir un E.381. Los materiales usados serían: 350 kg de acero, 320 kg de chapa de acero, 120 kg de madera y 40 kg de metal ligero; haciendo un total de 830 kg de materiales por ejemplar.
Las fuentes afirman que el avión propulsado nunca fue construido, si bien fueron construidas algunas estructuras en madera y una maqueta a escala real que llegó a ser montada en un avión nodriza Ar 234. Germany's Secret Weapons in World War II declara que «no salió nada de la idea», mientras que Arado, History of an Aircraft Company dice que «el proyecto E.381 nunca fue construido», y Luftwaffe Secret Projects, Ground Attack and Special Purpose Aircraft dice que «se había construido una maqueta y unas pocas estructuras de madera sin sistema de propulsión con intención de comenzar el entrenamiento de pilotos».

## Diseño y variantes

Sección longitudinal de un Arado E.381 versión II.

El E.381 fue una propuesta de caza parásito para destruir bombarderos enemigos realizada por Arado Flugzeugwerke al Ministerio del Aire del Reich. El E.381 tenía tres variantes: Arado E.381/I, Arado E.381/II, y Arado E.381/III. Cada versión era esencialmente un tubo blindado con alas provisto de armamento y de un motor cohete para su propulsión. Los depósitos de combustible solo portaban suficiente combustible para dos aproximaciones a los objetivos y la munición estaba limitada a 45 proyectiles de calibre 30 mm —en la versión II—. Una vez agotado el combustible el piloto tenía que regresar a tierra planeando, desplegar el paracaídas de frenado, y aterrizar el avión con su sencillo tren de aterrizaje en forma de esquí.

### Arado E.381/I
La primera versión, el Arado E.381/I, tenía un fuselaje de sección transversal circular con una pequeña ventana redondeada en el morro para la visión del piloto. Una placa de blindaje de 5 mm protegía la mayor parte del fuselaje. El piloto iría en posición decúbito prono dentro de una cabina extremadamente estrecha y detrás de un cristal blindado extraíble de 140 mm de grosor. A los lados del fuselaje salían dos protuberancias para que cupieran los codos del piloto. Tres tanques de combustible C-Stoff rodeaban al piloto, mientras que el tanque de T-Stoff se situaba en la sección central entre el piloto y el motor. Entre las alas rectas de la aeronave sobresalía una joroba que alojaba un cañón MK 108 de 30 mm con 60 proyectiles. El motor cohete Walter HWK 109-509B iría montado en la parte baja de la sección trasera del avión, y encima de éste el alojamiento del paracaídas de frenado. Como el avión tenía que acoplares al vientre de su avión portador, la cola del aparato era de doble deriva.
El esquí de aterrizaje era retráctil, y para aterrizar antes necesitaba desacelerar con el paracaídas de frenado. Ya que el piloto sólo podía entrar en la cabina del E.381/I mediante una escotilla superior, tenía que hacerlo antes de que el avión parásito fuera enganchado a su nave nodriza Ar 234C y no tendría posibilidad de salir en caso de emergencia.

### Arado E.381/II
La segunda versión, el Arado E.381/II, tenía características similares al anterior con la excepción de que su tamaño era más grande en general y los estabilizadores verticales más pequeños. El fuselaje fue alargado hasta los 4,95 metros. Sería propulsado por un motor Walter HWK 109-509A-2, que le proporcionaría 1.700 kgf de empuje. La joroba que se extendía hasta la cola y albergaba un cañón MK 108 con 45 proyectiles.

### Arado E.381/III
El avión volvió a ser alargado en la tercera versión. La versión E.381/III tenía una sección transversal triangular y, en lugar de un cañón, el armamento estaría formado por seis cohetes aire-aire alojados en los encastres alares, evitando la joroba de las variantes anteriores. La escotilla de entrada y salida del piloto fue situada en un lateral para que no quedara bloqueada estando el avión parásito colgado de la aeronave nodriza. El procedimiento de aterrizaje seguía siendo el mismo.

### Comparativa entre las tres variantes
| Versión | Longitud | Envergadura | Altura total | Altura fuselaje | Superficie alar | Peso cargado | Carga alar |
| ------- | -------- | ----------- | ------------ | --------------- | --------------- | ------------ | ---------- |
| I       | 4,69 m   | 4,43 m      | 1,29 m       | 0,8 m           | 5 m²            | 1.200 kg     | 240 kg/m²  |
| II      | 4,95 m   | 5 m         | 1,15 m       | 0,92 m          | 5 m²            | 1.265 kg     | 253 kg/m²  |
| III     | 5,7 m    | 5,05 m      | 1,51 m       | 0,7 m           | 5,5 m²          | 1.500 kg     | 272 kg/m²  |

## Especificaciones (E.381/I)
Referencia datos: Aircraft of the Luftwaffe 1935–1945: An Illustrated History, luft46.com.

### Características generales
- Tripulación: 1 piloto
- Longitud: 4,69 m
- Envergadura: 4,43 m
- Altura: 1,29 m
- Altura del fuselaje: 0,8 m
- Superficie alar: 5 m²
- Peso cargado: 1.200 kg
- Planta motriz: 1× motor cohete Walter HWK 109-509B.
  - Empuje normal: 19,6 kN (1999 kgf; 4406 lbf) de empuje.

### Rendimiento
- Velocidad máxima operativa (Vno): 900 km/h (559 MPH; 486 kt)
- Carga alar: 240 kg/m²

### Armamento
- Cañones: 1× MK 108 de calibre 30 mm con 60 proyectiles

### Aeronaves similares
- Messerschmitt P.1103
- Messerschmitt P.1104
- Sombold So 344
- Zeppelin Rammer